# Том Сімпсон
Томас «Том» Сімпсон (англ. Thomas Simpson, 30 листопада 1937, Хасвелл, Дарем, Англія — 13 липня 1967) — англійський трековий і шосейний велогонщик, чемпіон світу 1965 року в груповій шосейній гонці, бронзовий призер Олімпійських ігор 1956 року в командній трековій гонці переслідування на 4000 м. Найкращий спортсмен Великої Британії за версією BBC в 1965 році (перший велогонщик, який був нагороджений цією нагородою).
Спортивні прізвиська — Містер Том (англ. Mister Tom), Four-Stone Coppi.
Помер під час 13-го етапу Тур де Франс 1967 року на схилі гори Мон-Ванту. Причиною смерті стало вживання амфетамінів у поєднанні із алкоголем і навантаження під час підйому на гору.
Поблизу від місця смерті велогонщика встановлено гранітний пам'ятник.
Небіж Сімпсона Метью Гілмор (народ. 1972) також став велогонщиком і виграв олімпійське срібло в Медісоні в 2000 році, виступаючи за збірну Бельгії.